# Втора подялба на Полша
Втората подялба на Жечпосполита, наричана също Втора подялба на Полша, през 1793 г. е втората от общо 3 поделби, които слагат край на съществуването на Полско-литовската държава до 1795 г.
Второто разделяне се случва след Полско-руската война и Тарговицката конфедерация от 1792 г. и е одобрено от териториалните бенефициенти – Руската империя и Пруското кралство. Разделянето е ратифицирано от принудителния полски парламент (Сейм) през 1793 г. в опит да предотврати неизбежната и цялостна анексия на Полша – Трето разделяне.

## Причини и предпоставки
До 1790 г. на политическия фронт, Полско-литовската държава се влошава до такава степен, че се налага да влезе в смъртоносен съюз с врага си, Прусия. Полско-пруският пакт от 1790 г. е подписан, давайки празна надежда, че Жечпосполита най-накрая е открила съюзник, който ще я защитава, докато укрепне. Майската конституция от 1791 г. освобождава буржоазията, установява разделението на трите клона на правителството и премахва злоупотребите от Репнинския сейм. Тези реформи подтикват агресивните действия от страна на съседите, загрижени от потенциалното възрождение на Жечпосполита. Полша отново се осмелява да се реформира и подобри без разрешението на Русия и по този начин за пореден път разгневява императрица Екатерина II, твърдейки че Полша е станала жертва на радикален якобинизъм. Руски войски навлизат в държавата през 1792.
По време на Полско-руската война от 1792, полските сили, подкрепящи конституцията, се бият срещу армията на Руската империя, поканена от проруския съюз на полските магнати, познат като предателската Тарговицка конфедерация. Консервативната аристокрация (въж също шляхта) вярва, че руснаците ще им помогнат да си възвърнат своята Златна свобода. Изоставени от руските си съюзници, превъзхожданите числено полски проконституционни войски начело с принц Юзеф Понятовски се сражават с известна доза успех, но им е наредено да се откажат от усилията си от главния командир, крал Станислав Август Понятовски. Кралят решава да се присъедини към Тарговицката конфедерация, под натиска на руснаците.
Русия навлиза в Полша, за да гарантира поражението на полските реформи, без да има явна цел за друго деление (смята Полша за свой протекторат и не смята за нужно да дава земи от нея на други държави). Фридрих II обаче вижда тези събития като възможност да укрепи страната си. Той иска от Екатерина страната му да изостави Полша като близък съюзник и пруско участие във Войната на Първата коалиция срещу революционна Франция.